# Аркади, Александр
Алекса́ндр Аркади́ (фр. Alexandre Arcady, настоящее имя Аркади́ Эгри́ — фр. Arcady Egry; род. 17 марта 1947, Алжир) — французский режиссёр театра и кино, сценарист и кинопродюсер. Муж кинорежиссёра и сценариста Дианы Кюрис.

## Биография
Родился в Алжире (тогда французской колонии) в еврейской семье; мать была уроженкой Алжира, отец происходил из Венгрии. В 1961 году покинул с семьёй Алжир и поселился в Витри-сюр-Сен. В 1966—1967 годах жил в кибуце. С конца 1960-х увлёкся сначала театром, а потом кинематографом. Начинал как актёр, потом стал режиссёром театра и телевидения, а впоследствии — главным режиссёром в Сюрене.
Дебютировал на большом экране в 1979 году, сняв первый фильм алжирской трилогии «Порыв сирокко». Вторым фильмом стал «День искупления» (1982), а завершает трилогию «Большой карнавал» (1983). Пробовал свои силы в создании коммерческого кино («Ограбление»), но фильм,  несмотря на участие в нём Бельмондо, в прокате провалился. Часто приглашает сниматься в своих фильмах актёра Роже Анена.
Дети — писатель Саша Сперлинг (от Дианы Кюрис) и режиссёр Александр Ажа (от Мари-Жо Жуан).

## Избранная фильмография

### Режиссёр
- 1979 — Порыв сирокко / Le Coup de sirocco
- 1982 — День искупления / Le Grand Pardon
- 1983 — Большой карнавал / Le Grand Carnaval
- 1985 — Ограбление / Hold-up
- 1986 — Последнее лето в Танжере / Dernier été à Tanger
- 1989 — Священный союз / L'Union sacrée
- 1991 — Для Саши / Pour Sacha
- 1992 — День расплаты 2 / Le Grand Pardon 2
- 1995 — Скажи мне «Да» / Dis-moi oui
- 1997 — К / K
- 1999 — Там ... моя страна (родина) / Là-bas... mon pays
- 2002 — Последний рассвет / Entre chiens et loups
- 2004 — Смешанный брак / Mariage mixte
- 2008 — Можете ли вы хранить секреты? / Tu peux garder un secret ?
- 2010 — Как пять пальцев / Comme les cinq doigts de la main
- 2012 — Это как день посреди ночи / Ce que le jour doit à la nuit
- 2014 — 24 дня / 24 jours